# Drosicha frauenfeldi
Drosicha frauenfeldi är en insektsart som först beskrevs av Karsch 1877.  Drosicha frauenfeldi ingår i släktet Drosicha och familjen pärlsköldlöss.
Artens utbredningsområde är Hongkong (Kina). Inga underarter finns listade i Catalogue of Life.